# Summoner 2
Summoner 2 é um jogo eletrônico do gênero RPG de ação desenvolvido pela Volition e publicado pela THQ, foi lançado em 2002 para PlayStation 2 e em 2003 para GameCube com o nome de Summoner: A Goddess Reborn.
O jogo se passa 20 anos após o primeiro, o combate é em tempo real, onde o jogador pode formar grupos de até três personagens.
A História conta Maia Rainha de Halassar e a reencarnacão da deusa Laharah em que Maia tem que completar a profecia dela mesma por ela ser o Summoner 